# زبان نیاسلتی

زبان هاب سلتیک در گذر زمان.

زبان نیا-سِلتی، نیا-سِلتیک یا سلتی مشترک، نیازبان فرضی نیای تمام زبان‌های سلتی شناخته شده و از نوادگان زبان نیا-هندو-اروپایی است. به صورت نوشتاری تصدیق نشده، اما زبان‌شناس‌ها بخشی از آن به روش زبانشناسی هم‌سنجی توانسته‌اند بازسازی کنند. به‌طور کلی پنداشته شود که زبان نیا-سِلتی میان سال‌های ۱۳۰۰ تا ۸۰۰ پیش از میلاد گَپ‌زده می‌شد و پس از آن آغاز به تقسیم شدن به زبان‌های گوناگون کرد. نیا-سِلتیک بیشتر با فرهنگ زمین خاکستردان و به ویژه با فرهنگ هالْشْتات همراه است. زبان‌های سِلتی ویژگی‌های مشترکی با زبان‌های ایتالی دارند که در دیگر شاخه‌های هندواروپایی یافت نمی‌شوند، که احتمال یگانگی زبانی ایتالو-سلتی پیشین را نشان می‌دهد.
نیا-سِلتی امروزه از راه روش هم‌سنجی زبانی با تکیه بر زبان‌های سلتیک بعدی بازسازی می‌شود. اگرچه سلتیک قاره‌ای برای واج‌شناسی نیا-سلتی، و برخی برای ریخت‌شناسی آن، دلایل زیادی ارائه می‌کند، اما مطالب ضبط‌شده آنقدر کم است که امکان بازسازی ایمن نحو را فراهم نمی‌کند، اگرچه برخی جملات کامل در زبان‌های گالی و سلتیبری ثبت شده‌اند؛ بنابراین منابع اصلی برای بازسازی از زبان‌های سلتی جزیره‌ای با کُهن‌ترین ادبیات موجود در ایرلندی باستان و ولزی میانه می‌آیند، که دیرینگی آن به نویسندگانی می‌رسد که در ششمین سده پس از دوران مشترک شکوفا شده‌اند.